# Campeonato Argentino de Futebol de 2022 – Quinta Divisão (Primera D)
A Primera D do Campeonato Argentino de Futebol de 2022, também conhecida como oficilmente Campeonato da Primera División "D" de 2022 ou simplesmente como Primera D de 2022, foi a 74.ª edição da Primera D, campeonato de clubes equivalente à quinta divisão profissional do futebol argentino para clubes diretamente afiliados à Associação do Futebol Argentino (AFA). O certame foi organizado pela própria Associação do Futebol Argentino (AFA), entidade máxima do futebol na Argentina, com início em 7 de maio e término em 11 de novembro. A competição foi disputada por 11 equipes: 10 delas que permaneceram da temporada de 2021 e uma equipe convidada (Mercedes) pela organizadora.
O campeão da competição foi o Yupanqui da cidade de Buenos Aires, que obteve o seu título inédito, ao derrotar na final o Centro Español. No jogo de ida, em Ituzaingó, com mando de campo do Centro Español, o jogo acabou 0–0, e no jogo de volta, em Buenos Aires, tivemos vitória pela placar mínimo do mandante. Com o título, o clube garantiu a única vaga na Primera C de 2023, a quarta divisão do futebol argentino.

## Regulamento
A temporada regular foi dividida em dois torneios independentes, denominados Apertura 2022 e Clausura 2022. Ambos, foram disputados no sistema de pontos corridos, em turno único, sendo 10 (dez) jogos no Apertura e 10 (dez) no Clausura, sagrando-se campeão o clube que acumulou o maior número de pontos ganhos em cada torneio.
Se um mesmo clube vencer tanto o Apertura 2022 como o Clausura 2022, seria declarado automaticamente campeão da Primera D e asseguraria a única vaga na Primera C na temporada de 2023. No entanto, como os ganhadores dos dois torneios, foram clubes distintos, tivemos a disputa de uma final em jogos de ida e volta pelo título e pela promoção. Em caso de igualdade na pontuação e, posteriormente, no saldo de gols do duelo, o desempate se deu na prorrogação e, caso persistise, teríamos a disputa por pênaltis.

### Critérios de desempate
Caso haja empate de pontos entre dois ou mais clubes na etapa de pontos corridos, os critérios de desempate foram aplicados na seguinte ordem:
1. Saldo de gols;
2. Gols marcados;
3. Pontos no confronto direto;
4. Saldo de gols no confronto direto;
5. Gols marcados no confronto direto.[3]

## Participantes
| Equipe                   | Cidade           | Estádio              | Em 2021                      |
| ------------------------ | ---------------- | -------------------- | ---------------------------- |
| Argentino de Rosário     | Rosário          | José Martín Olaeta   | Quartas de final do Reducido |
| Central Ballester        | José León Suárez | Central Ballester    | 11.º lugar no geral          |
| Centro Español           | Villa Sarmiento  | Não possui           | Vice-campeão do Reducido     |
| Defensores de Cambaceres | Ensenada         | 12 de Octubre        | Semifinalista do Reducido    |
| Deportivo Paraguayo      | Buenos Aires     | Não possui           | 12.º lugar no geral          |
| Juventud Unida           | Muñiz            | Ciudad de San Miguel | Quartas de final do Reducido |
| Lugano                   | Tapiales         | José María Moraños   | 9.º lugar no geral           |
| Mercedes                 | Mercedes         | Liga Mercedina       | —                            |
| Muñiz                    | Muñiz            | Não possui           | Quartas de final do Reducido |
| Sportivo Barracas        | Buenos Aires     | Não possui           | Semifinalista do Reducido    |
| Yupanqui                 | Buenos Aires     | Yupanqui             | 10.º lugar no geral          |

## Classificação

### Torneo Apertura
| Pos. | Equipes                  | P  | J  | V | E | D | GP | GC | SG  | Classificação              |
| ---- | ------------------------ | -- | -- | - | - | - | -- | -- | --- | -------------------------- |
| 1    | Centro Español           | 19 | 10 | 5 | 4 | 1 | 14 | 5  | 9   | Final pelo título e acesso |
| 2    | Muñiz                    | 17 | 10 | 4 | 5 | 1 | 10 | 7  | 3   |                            |
| 3    | Defensores de Cambaceres | 16 | 10 | 4 | 4 | 2 | 13 | 9  | 4   |                            |
| 4    | Argentino de Rosário     | 16 | 10 | 4 | 4 | 2 | 11 | 8  | 3   |                            |
| 5    | Sportivo Barracas        | 15 | 10 | 4 | 3 | 3 | 10 | 7  | 3   |                            |
| 6    | Central Ballester        | 15 | 10 | 4 | 3 | 3 | 8  | 12 | −4  |                            |
| 7    | Yupanqui                 | 12 | 10 | 3 | 3 | 4 | 10 | 11 | −1  |                            |
| 8    | Juventud Unida           | 12 | 10 | 3 | 3 | 4 | 10 | 13 | −3  |                            |
| 9    | Lugano                   | 11 | 10 | 2 | 5 | 3 | 11 | 8  | 3   |                            |
| 10   | Deportivo Paraguayo      | 6  | 10 | 1 | 3 | 6 | 8  | 15 | −7  |                            |
| 11   | Mercedes                 | 6  | 10 | 1 | 3 | 6 | 7  | 17 | −10 |                            |

### Torneo Clausura
| Pos. | Equipes                  | P  | J  | V | E | D | GP | GC | SG | Classificação              |
| ---- | ------------------------ | -- | -- | - | - | - | -- | -- | -- | -------------------------- |
| 1    | Yupanqui                 | 20 | 10 | 5 | 5 | 0 | 19 | 11 | 8  | Final pelo título e acesso |
| 2    | Lugano                   | 20 | 10 | 6 | 2 | 2 | 17 | 11 | 6  |                            |
| 3    | Sportivo Barracas        | 19 | 10 | 6 | 1 | 3 | 15 | 8  | 7  |                            |
| 4    | Defensores de Cambaceres | 19 | 10 | 5 | 4 | 1 | 13 | 6  | 7  |                            |
| 5    | Mercedes                 | 14 | 10 | 4 | 2 | 4 | 9  | 10 | −1 |                            |
| 6    | Deportivo Paraguayo      | 13 | 10 | 4 | 1 | 5 | 11 | 8  | 3  |                            |
| 7    | Muñiz                    | 13 | 10 | 3 | 4 | 3 | 11 | 11 | 0  |                            |
| 8    | Argentino de Rosário     | 11 | 10 | 3 | 2 | 5 | 10 | 13 | −3 |                            |
| 9    | Central Ballester        | 9  | 10 | 2 | 3 | 5 | 9  | 18 | −9 |                            |
| 10   | Juventud Unida           | 9  | 10 | 3 | 0 | 7 | 8  | 17 | −9 |                            |
| 11   | Centro Español           | 4  | 10 | 0 | 4 | 6 | 4  | 13 | −9 |                            |

### Classificação Geral
| Pos. | Equipes                  | P  | J  | V  | E | D  | GP | GC | SG  | Classificação       |
| ---- | ------------------------ | -- | -- | -- | - | -- | -- | -- | --- | ------------------- |
| 1    | Defensores de Cambaceres | 35 | 20 | 9  | 8 | 3  | 26 | 15 | 11  |                     |
| 2    | Sportivo Barracas        | 34 | 20 | 10 | 4 | 6  | 25 | 15 | 10  |                     |
| 3    | Yupanqui                 | 32 | 20 | 8  | 8 | 4  | 29 | 22 | 7   | Campeão do Clausura |
| 4    | Lugano                   | 31 | 20 | 8  | 7 | 5  | 28 | 19 | 9   |                     |
| 5    | Muñiz                    | 30 | 20 | 7  | 9 | 4  | 21 | 18 | 3   |                     |
| 6    | Argentino de Rosário     | 27 | 20 | 7  | 6 | 7  | 21 | 21 | 0   |                     |
| 7    | Central Ballester        | 24 | 20 | 6  | 6 | 8  | 17 | 30 | −13 |                     |
| 8    | Centro Español           | 23 | 20 | 5  | 8 | 7  | 18 | 18 | 0   | Campeão do Apertura |
| 9    | Juventud Unida           | 21 | 20 | 6  | 3 | 11 | 18 | 30 | −12 |                     |
| 10   | Mercedes                 | 20 | 20 | 5  | 5 | 10 | 16 | 27 | −11 |                     |
| 11   | Deportivo Paraguayo      | 19 | 20 | 5  | 4 | 11 | 19 | 23 | −4  |                     |

## Final
| Chave | Campeão do Apertura | Resultado  | Campeão do Clausura | Ida | Volta | Referência |
| ----- | ------------------- | ---------- | ------------------- | --- | ----- | ---------- |
| ―     | Centro Español      | 0–1 (pro.) | Yupanqui            | 0–0 | 0–1   | TyC, TyC   |

| 10 de outubro de 2022 | Centro Español | 0 – 0     | Yupanqui | Ituzaingó                                              |  |
| 15:30 (UTC−3)         |                | Relatório |          | Estádio: Carlos Alberto Sacaan Árbitro: Nestor Barrios |  |

| 16 de outubro de 2022 | Yupanqui | 1 – 0     | Centro Español | Ciudad Evita                                |  |
| 14:00 (UTC−3)         |          | Relatório |                | Estádio: Yupanqui Árbitro: Rodrigo Villalva |  |

## Premiação
| Campeonato Argentino de Futebol de 2022 Primera Divisón D                                       |
| ----------------------------------------------------------------------------------------------- |
| Club Social y Deportivo Yupanqui Campeão (1º título da Primera D) (1º título da Quinta Divisão) |